# Guardiões Templários do Grande Lago
O capítulo Guardiões Templários do Grande Lago (GTGL), número 943 do Supremo Conselho DeMolay Brasil, fundado no dia 2 de maio de 2016, e instalado no dia 10 de dezembro de 2016, na cidade de Sobradinho (Bahia). 

Atual emblema do capítulo

O primeiro emblema do capítulo

O Caburé, mascote do capítulo

Trata-se do representante da Ordem DeMolay nesta cidade e é patrocinado pela Loja Maçônica Lago das Acácias.

## A Ordem DeMolay em Sobradinho
A fundação de um capítulo da Ordem DeMolay em Sobradinho já era um sonho antigo da Loja Maçônica Lago das Acácias onde, a mais de 10 anos, homens ilustres como Francisco das Chagas Nery (in memoriam), Cícero Alves da Silva, que na época era Venerável Mestre, José Antônio Ferreira, e Antônio Joaquim do Nascimento, dentre tantos outros que tentaram realizá-lo. 
Todo o projeto já estava pronto, com o nome escolhido, e, jovens selecionados para a sua fundação. No entanto, quis o destino que o sonho fosse adiado, até que, em 2015, fosse retomado por Antônio Carlos de Oliveira Nunes enquanto tomava posse do cargo de Venerável Mestre da Loja. O Sr. Laudivan Freire de Almeida, recém-iniciado na Maçonaria, ficou à frente do projeto, apoiado por todos os membros da Loja Maçônica Lago das Acácias e sob as orientações de Douglas Pereira, membro ativo da Loja Maçônica União e Harmonia Casanovense. 
Este aprendiz maçom dedicou-se a conhecer o projeto durante um ano enquanto visitava capítulos e participava de eventos da “Ordem”; até que: Em 26 de junho de 2016, foram iniciados quatro jovens sobradinhenses no Capítulo Casa Nova: George Wellington de Amorim Santos, Michel Aprígio dos Santos Melo, Carlos Eduardo da Gama Maia e Vinícius Maia. 
Estes quatro jovens passaram a frequentar as reuniões em Casa Nova (Bahia) até que, em 10 de dezembro de 2016, às 20 horas, estando a Constelação de Órion no zênite, foi instalado o Capítulo Guardiões Templários do Grande Lago com quinze novos membros que foram iniciados uma semana antes. Na ocasião, tomaram posse George Welington de Amorim Santos, como Mestre Conselheiro, e o Conselho Consultivo do Capítulo formado pelos maçons Cicero Alves da Silva, Joaquim Gonçalves Mariano Neto e Laudivan Freire de Almeida.

## A presença do GTGL
Desde então o capítulo vem dedicando-se às diversas atividades exigidas pela Ordem DeMolay, ganhando destaque no estado e recebendo diversos prêmios meritórios, até receber a sua Carta Constitutiva Permanente sob a presidência de Pablo Vinícius Dias dos Santos, então Mestre Conselheiro, e do atual Conselho Consultivo formado pelos maçons Jackson Henrique Souza de Menezes, Jander Torres Santos e Francisco Washington de Moura Santos.
Outros maçons merecem destaque por sua constante contribuição e apoio ao capítulo como Damião Rodrigues de Figueiredo, o atual Venerável Mestre da Loja Maçônica Lago das Acácias, e Geraldo Francisco de Lima, que mesmo sem pertencerem ao Conselho Consultivo estiveram presente viabilizando projetos e atividades desde o início.
Hoje, Capítulo Guardiões Templários do Grande Lago segue contribuindo significativamente para a formação de bons jovens, que já colaboram para o desenvolvimento da sociedade local, preparando-os para serem bons líderes no futuro.

## Atividades do capítulo
Desde então o capítulo vem dedicando-se às diversas atividades exigidas pela Ordem DeMolay, ganhando destaque no estado e recebendo diversos prêmios meritórios, até receber a sua Carta Constitutiva Permanente sob a presidência de Pablo Vinícius Dias dos Santos, Mestre Conselheiro à época.
Outros maçons merecem destaque por sua constante contribuição e apoio ao capítulo como Damião Rodrigues de Figueiredo, Cícero Alves, Jackson Henrique, Joaquim Mariano, Washington de Moura Santos e Geraldo Francisco de Lima, que mesmo sem pertencerem ao Conselho Consultivo estiveram presente viabilizando projetos e atividades desde o início.

## Reconhecimento público
Em reconhecimento ao esforço e dedicação desses jovens em prol da sociedade sobradinhense e incentivo ao engajamento político e social da juventude, foi inserido no calendário do Município o Dia Municipal do DeMolay, a ser comemorado todo 18 de março, por intermédio da Lei Municipal Nº 607/2019, que o instituiu no calendário comemorativo do Municipio de Sobradinho. 
Hoje, Capítulo Guardiões Templários do Grande Lago segue contribuindo significativamente para a formação de bons jovens, que já colaboram para o desenvolvimento da sociedade local, preparando-os para serem bons líderes no futuro.

## Galeria de Past Mestres Conselheiros
| Semestre | Mestre Conselheiro                 |
| -------- | ---------------------------------- |
| 2017.1   | George Wellington de Amorim Santos |
| 2017.2   | George Wellington de Amorim Santos |
| 2018.1   | Pablo Vinícius Dias dos Santos     |
| 2018.2   | Whendell Isnardy Pereira da Silva  |
| 2019.1   | Michel Aprigio dos Santos Melo     |
| 2019.2   | Ermeson Matheus dos Santos Lima    |
| 2020.1   | Luiz Filipe Oliveira Silva         |
| 2020.2   | Luiz Filipe Oliveira Silva         |
| 2021.1   | Pablo Diego Lima Ferreira          |
| 2021.2   | Douglas Henrique Souza Silva       |
| 2022.1   | Douglas Henrique Souza Silva       |
| 2022.2   | João Francisco de Lima Castro      |